# Росарио, Райвьен
Райвьен Росарио (нидерл. Rayvien Rosario; род. 11 апреля 2004, Виллемстад, Нидерланды) — кюрасаоский футболист, полузащитник клуба «Эксельсиор» и сборной Кюрасао.

## Клубная карьера
Росарио — воспитанник клубов ХДВ, ВИК, «Футбол Спарта» и «Спарта». 19 февраля 2023 года в матче против столичного «Аякса» он дебютировал в Эредивизи в составе последнего.
17 августа 2024 года Росарио перешёл в роттердамский «Эксельсиор», подписав трёхлетний контракт с опцией продления ещё на один год. 25 августа дебютировал за клуб в гостевом матче Эрстедивизи против «Витесса».

## Международная карьера
6 июня 2024 года в отборочном матче чемпионата мира 2026 против сборной Барбадоса Росарио дебютировал за сборную Кюрасао.
В 2025 году Росарио принял участие в Золотом кубке КОНКАКАФ. На турнире он был запасным и на поле не вышел.